# Deborah Edwards
Deborah Edwards, född 25 september 1978, är en australisk friidrottare. Hon deltog vid olympiska sommarspelen 2000.